# Nashville 400 1960
Nashville 400 1960 var ett stockcarlopp ingående i Nascar Grand National Series (nuvarande Nascar Cup Series) som kördes 7 augusti 1960 på den 0,5 mile (804,672 meter) långa ovalbanan Nashville Speedway i Nashville i Tennessee. Totalt avverkades 166,5 miles (267,956 km) fördelat på 333 varv. Ursprungligen skulle sträckan 200 miles (321.869 km) fördelat på 400 varv körts men loppet kortades på grund av regn. Banunderlaget var asfalt. Loppet vanns av Johnny Beauchamp i en Chevrolet på tiden 2:55.22 körande för Dale Swanson. Beauchamps snitthastighet var 56,966 mph. Prispotten uppgick till 12 174 dollar, varav 3 666 dollar gick till segraren.

## Resultat
| Plc     | Nr | Förare           | Team/ bilägare    | Konstruktör | Start | Varv | Ledda varv |
| ------- | -- | ---------------- | ----------------- | ----------- | ----- | ---- | ---------- |
| 1       | 73 | Johnny Beauchamp | Dale Swanson      | Chevrolet   | 2     | 333  | i.u.       |
| 2       | 4  | Rex White        | Rex White         | Chevrolet   | 1     | 333  | i.u.       |
| 3       | 87 | Buck Baker       | Buck Baker Racing | Chevrolet   | 10    | 331  | i.u.       |
| 4       | 42 | Lee Petty        | Petty Enterprises | Plymouth    | 5     | 330  | i.u.       |
| 5       | 89 | Joe Lee Johnson  | Paul McDuffie     | Chevrolet   | 3     | 330  | i.u.       |
| 6       | 43 | Richard Petty    | Petty Enterprises | Plymouth    | 9     | 329  | i.u.       |
| 7       | 44 | Jim Paschal      | Petty Enterprises | Plymouth    | 8     | 327  | i.u.       |
| 8       | 23 | Doug Yates       | Raeford Johnson   | Plymouth    | 22    | 327  | i.u.       |
| 9       | 18 | Roz Howard       | Roz Howard        | Chevrolet   | 7     | 325  | i.u.       |
| 10      | 48 | G.C. Spencer     | Weldon Wagner     | Chevrolet   | 12    | 321  | i.u.       |
| 11      | 59 | Tom Pistone      | W.T. Coppedge     | Chevrolet   | 6     | 313  | i.u.       |
| 12      | 19 | Herman Beam      | Herman Beam       | Ford        | 13    | 301  | i.u.       |
| 13      | 79 | James Norton     | James Norton      | Mercury     | 18    | 287  | i.u.       |
| 14      | 64 | Bob Reuther      | Spook Crawford    | Ford        | 14    | 285  | i.u.       |
| 15      | 83 | Curtis Crider    | Curtis Crider     | Ford        | 17    | 273  | i.u.       |
| 16      | 1  | Paul Lewis       | Jess Potter       | Chevrolet   | 23    | 250  | i.u.       |
| 17      | 34 | Chuck Tombs      | i.u.              | Chevrolet   | 20    | 205  | i.u.       |
| 18      | 80 | Neil Castles     | Neil Castles      | Ford        | 16    | 107  | i.u.       |
| 19      | 99 | Wilbur Rakestraw | Talmadge Cochrane | Ford        | 11    | 77   | i.u.       |
| 20      | 11 | Ned Jarrett      | Ned Jarrett       | Ford        | 4     | 73   | i.u.       |
| 21      | 17 | Jimmy Pardue     | Bob Barron        | Dodge       | 15    | 62   | i.u.       |
| 22      | 9  | Roy Tyner        | Roy Tyner         | Oldsmobile  | 21    | 7    | i.u.       |
| 23      | 74 | L.D. Austin      | L.D. Austin       | Chevrolet   | 19    | 1    | i.u.       |
| Källor: |    |                  |                   |             |       |      |            |